# イリアン・ネドコフ
イリアン・ネドコフ（Iliyan Nedkov 1958年3月18日 - ）は、ブルガリアの柔道選手。階級は65kg級。身長174cm。

## 人物
1980年モスクワオリンピック65kg級で銅メダルを獲得した。その後階級を71kg級に上げると、1981年のヨーロッパ選手権で3位になった。1983年の世界選手権では5位だった。1984年ロサンゼルスオリンピックはブルガリアがボイコットしたために出場できなかったが、その実質的対抗大会として開催されたフレンドシップ・ゲームズに出場するものの5位に終わった。世界学生では2位となった。

## 主な戦績
65kg級での戦績
- 1978年 - ブルガリア国際　2位
- 1980年 - モスクワオリンピック　3位

71kg級での戦績
- 1981年 - チェコ国際　3位
- 1981年 - ヨーロッパ選手権　3位
- 1983年 - ポーランド国際　3位
- 1983年 - 世界選手権　5位
- 1984年 - フレンドシップ・ゲームズ　5位
- 1984年 - 世界学生　2位